# Dietschiberg

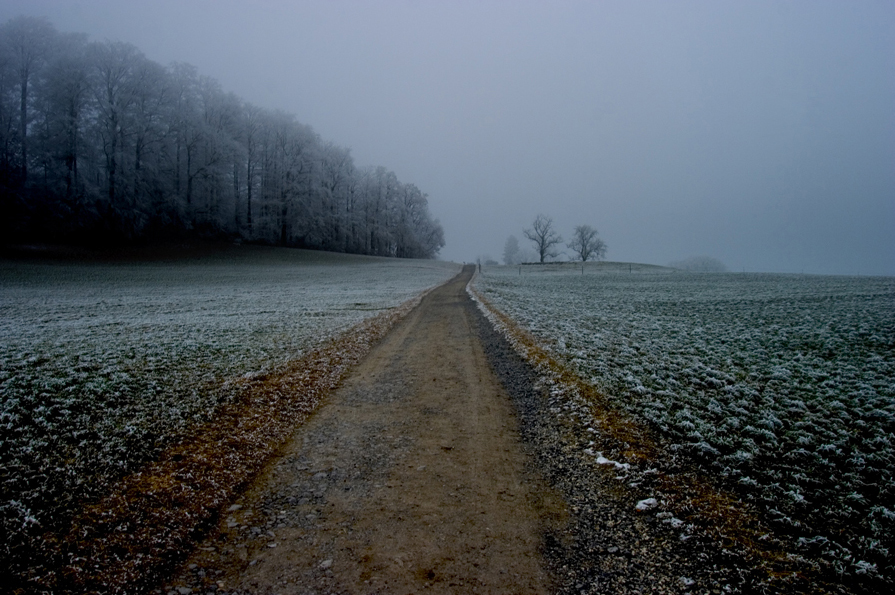
Dietschiberg in februari 2006

De Dietschiberg is een berg ten noordoosten van de Zwitserse stad Luzern. De berg heeft een hoogte van 665 meter.
Dietschiberg is meer een grote heuvel en een populair recreatiegebied voor de omliggende gemeenten.  De berg is niet steil, er zijn akkers en veel wandelpaden. De routes worden ook gebruikt door hikers en fietsers.
 
Op de top van de heuvel ligt sinds 1921 een golfbaan, die in 1925 werd uitgebreid van negen naar 18 holes. De baan is eigendom van de Luzern Golf Club. De golf club heeft een clubhuis uit de begindagen.

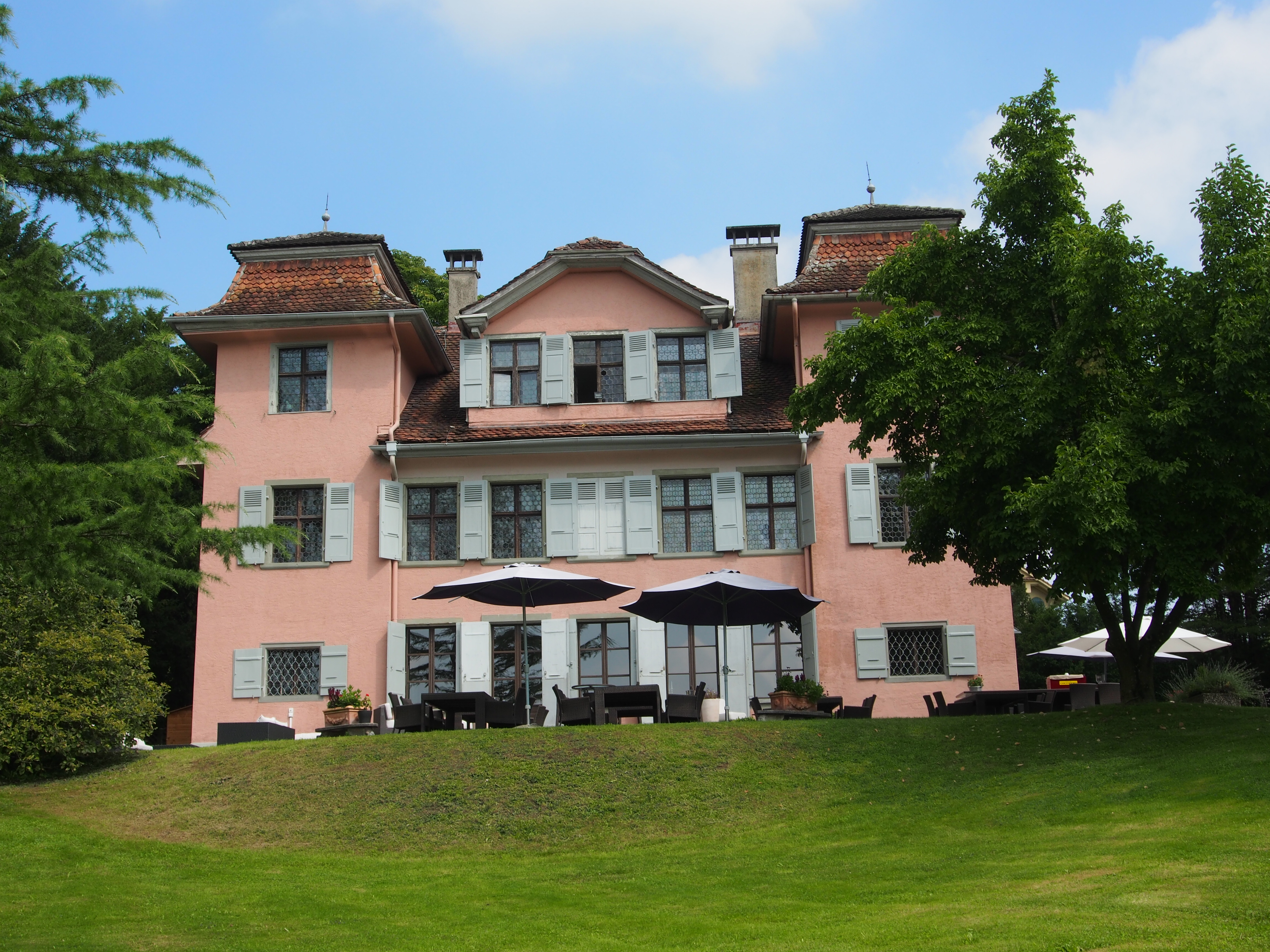
Landsitz Schlössli Utenberg

Op 552 m ligt de buitenplaats Schlössli Utenberg. Het gebouw is cultureel erfgoed van het kanton Luzern en staat onder bescherming. Het landgoed eigendom van de stad Luzern. 
Vroeger was er een kabelspoorweg om naar boven te gaan. Het dalstation van de Dietschibergbahn lag aan de oostelijke stadsgrenzen van Luzern, bij het voormalige Halde- tramstation van de Luzern-stadstram. Van daaruit ging de 1,2 km lange kabelbaan naar de Dietschiberg, ook wel de Kleine Rigi genoemd. Deze kabelspoorweg werd, nadat in 1977 het restaurant op de top van de berg was afgebrand, na 30 september 1978 niet meer gebruikt. Ook was er een openluchtmodelspoorbaan.
- Gemeinsame Normdatei: 1049853598
- Virtual International Authority File: 307324153